# Il re della prateria (film)
Il re della prateria (These Thousand Hills) è un film del 1959 diretto da Richard Fleischer.
È un western statunitense con Don Murray, Richard Egan e Lee Remick. È basato sul romanzo di A. B. Guthrie Jr. These Thousand Hills (1956).

## Produzione
Il film, diretto da Richard Fleischer su un soggetto di A. B. Guthrie Jr. e su una sceneggiatura di Alfred Hayes, fu prodotto da David Weisbart per la Twentieth Century Fox e girato da inizio giugno al 21 luglio 1958. Il brano della colonna sonora These Thousand Hills, cantato da Randy Sparks, fu composto da Ned Washington e Harry Warren.

## Distribuzione
Il film fu distribuito con il titolo These Thousand Hills negli Stati Uniti dal 6 maggio 1959 al cinema dalla Twentieth Century Fox.
Altre distribuzioni:
- in Finlandia l'8 maggio 1959 (Kovien miesten maa)
- in Svezia il 10 luglio 1959 (Det vilda landet)
- in Francia il 24 luglio 1959 (Duel dans la boue)
- in Danimarca il 24 agosto 1960 (De hårde mænds land)
- in Spagna il 18 giugno 1962 (Duelo en el barro)
- in Portogallo il 14 aprile 1994 (in TV) (Duelo na lama)
- in Austria (Tausend Berge)
- in Brasile (Fama a Qualquer Preço)
- in Grecia (Oi lofoi tou pepromenou)
- in Italia (Il re della prateria)

## Promozione
La tagline è: All the fire... power... drama... of A.B. Guthrie's monumental best-seller!.